# Statistiche e record dell'Ars et Labor Ferrara
Nella presente pagina sono riportate statistiche e record della SPAL, società calcistica italiana con sede a Ferrara.

## Statistiche di squadra
La SPAL ha esordito nei tornei FIGC con la partecipazione alla Promozione 1919-1920 e ad oggi ha disputato 104 campionati federali. Dall'istituzione della Serie A a girone unico nel 1929, il suo miglior piazzamento di sempre in massima serie è stato il 5º posto ottenuto al termine della stagione 1959-1960, mentre il peggior piazzamento è stato il 20º posto al termine del campionato 2019-2020. Il record di punti totalizzati in una singola stagione è stato raggiunto nella Serie B 2016-2017 (78); il record di punti in Serie A con la regola dei due punti per vittoria è del 1951-1952 (37), con la regola dei tre punti per vittoria è del 2018-2019 (42). Nell'annata 1950-1951 la squadra biancazzurra ottiene il proprio maggior numero di vittorie (25), mentre nel torneo 2019-2020 incassa il numero massimo di sconfitte in una stagione (28). La formazione ferrarese ha realizzato il maggior numero di reti in una stagione nella Serie B 1949-1950 (95), stabilendo sempre nell'annata 2019-2020 il proprio record di gol subiti (77). Dal campionato 1951-1952 a quello 1963-1964 si registra la striscia più lunga di partecipazioni consecutive alla Serie A (13). Il club estense è inoltre, al pari della Carrarese, la squadra che ha disputato il maggior numero di edizioni della Serie C1 (19).

### Partecipazione ai campionati

#### Campionati nazionali
Di seguito una tabella raffigurante la partecipazione della SPAL ai campionati di calcio.
| Livello | Categoria                  | Partecipazioni | Debutto   | Ultima stagione | Totale |
| ------- | -------------------------- | -------------- | --------- | --------------- | ------ |
| 1º      | Prima Categoria            | 2              | 1920-1921 | 1921-1922       | 24     |
| 1º      | Prima Divisione            | 3              | 1922-1923 | 1924-1925       | 24     |
| 1º      | Serie A                    | 19             | 1951-1952 | 2019-2020       | 24     |
| 2º      | Seconda Divisione          | 1              | 1925-1926 | 1925-1926       | 28     |
| 2º      | Prima Divisione            | 3              | 1926-1927 | 1928-1929       | 28     |
| 2º      | Serie B                    | 24             | 1933-1934 | 2022-2023       | 28     |
| 3º      | Prima Divisione            | 4              | 1929-1930 | 1932-1933       | 43     |
| 3º      | Serie B-C Alta Italia      | 1              | 1945-1946 | 1945-1946       | 43     |
| 3º      | Serie C                    | 13             | 1936-1937 | 2024-2025       | 43     |
| 3º      | Serie C1                   | 19             | 1982-1983 | 2004-2005       | 43     |
| 3º      | Lega Pro Prima Divisione   | 4              | 2008-2009 | 2011-2012       | 43     |
| 3º      | Lega Pro                   | 2              | 2014-2015 | 2015-2016       | 43     |
| 4º      | Serie C2                   | 6              | 1989-1990 | 2007-2008       | 7      |
| 4º      | Lega Pro Seconda Divisione | 1              | 2013-2014 | 2013-2014       | 7      |
| 5º      | Serie D                    | 1              | 2012-2013 | 2012-2013       | 1      |

#### Campionati regionali
Nel primo dopoguerra la SPAL giocò la Promozione 1919-1920, torneo organizzato dal Comitato Regionale Emiliano.

### Partecipazione alle coppe nazionali
Di seguito una tabella raffigurante la partecipazione della SPAL alle coppe nazionali.
| Competizione                    | Partecipazioni | Debutto   | Ultima stagione | Totale |
| ------------------------------- | -------------- | --------- | --------------- | ------ |
| Coppa Italia                    | 45             | 1926-1927 | 2022-2023       | 46     |
| Coppa Alta Italia               | 1              | 1946      | 1946            | 46     |
| Supercoppa Lega Pro             | 1              | 2016      | 2016            | 1      |
| Coppa Italia Semiprofessionisti | 2              | 1972-1973 | 1977-1978       | 34     |
| Coppa Italia Serie C            | 25             | 1982-1983 | 2024-2025       | 34     |
| Coppa Italia Lega Pro           | 7              | 2008-2009 | 2015-2016       | 34     |
| Coppa Italia Serie D            | 1              | 2012-2013 | 2012-2013       | 1      |

### Partecipazione alle coppe internazionali
Di seguito una tabella raffigurante la partecipazione della SPAL alle coppe internazionali.
| Competizione        | Partecipazioni | Debutto | Ultima stagione | Totale |
| ------------------- | -------------- | ------- | --------------- | ------ |
| Coppa delle Alpi    | 1              | 1966    | 1966            | 1      |
| Coppa dell'Amicizia | 6              | 1960    | 1968            | 6      |

### Record in campionato
La SPAL si colloca al 24º posto su 68 squadre nella classifica perpetua della Serie A e al 35º posto su 141 squadre nella classifica perpetua della Serie B. Di seguito i record nei rispettivi campionati.
- Miglior piazzamento in Serie A: 5º posto (1959-1960)
- Peggior piazzamento in Serie A: 20º posto (2019-2020)
- Miglior punteggio in Serie A: 42 punti (2018-2019, 3 punti per vittoria); 37 punti (1951-1952, 2 punti per vittoria)
- Peggior punteggio in Serie A: 20 punti (2019-2020, 3 punti per vittoria); 22 punti (1967-1968, 2 punti per vittoria)
- Maggior numero di vittorie in Serie A: 14 (1956-1957)
- Minor numero di vittorie in Serie A: 5 (1954-1955, 2019-2020)
- Maggior numero di sconfitte in Serie A: 28 (2019-2020)
- Minor numero di sconfitte in Serie A: 10 (1952-1953, 1959-1960)
- Maggior numero di goal segnati in Serie A: 52 (1951-1952)
- Minor numero di goal segnati in Serie A: 24 (1954-1955, 1967-1968)
- Maggior numero di goal subiti in Serie A: 77 (2019-2020)
- Minor numero di goal subiti in Serie A: 36 (1966-1967)

- Miglior piazzamento in Serie B: 1º posto (1950-1951, 2016-2017)
- Peggior piazzamento in Serie B: 19º posto (1981-1982, 2022-2023)
- Miglior punteggio in Serie B: 78 punti (2016-2017, 3 punti per vittoria); 58 punti (1950-1951, 2 punti per vittoria, record assoluto)
- Peggior punteggio in Serie B: 22 punti (1933-1934, 2 punti per vittoria); 38 punti (2022-2023, 3 punti per vittoria)
- Maggior numero di vittorie in Serie B: 25 (1950-1951, record con girone a 21 squadre)
- Minor numero di vittorie in Serie B: 6 (1933-1934, 1976-1977, 1981-1982)
- Maggior numero di sconfitte in Serie B: 18 (1938-1939)
- Minor numero di sconfitte in Serie B: 7 (1950-1951)
- Maggior numero di goal segnati in Serie B: 95 (1949-1950, record assoluto)
- Minor numero di goal segnati in Serie B: 26 (1968-1969, 1981-1982)
- Maggior numero di goal subiti in Serie B: 65 (1949-1950)
- Minor numero di goal subiti in Serie B: 27 (1964-1965)

- Vittoria con più gol di scarto: SPAL-Grion Pola 10-0 (7 marzo 1937)
- Sconfitta con più gol di scarto: Inter-SPAL 8-0 (12 ottobre 1958)

## Statistiche individuali
Il giocatore che detiene il maggior numero di presenze in campionato con la divisa della SPAL è Giulio Boldrini con 287 apparizioni. Il calciatore non italiano con più presenze in gare ufficiali è l'argentino Oscar Massei, con 253 partite giocate in nove stagioni; egli detiene inoltre il primato di gol segnati in Serie A con la maglia biancazzurra (47). Il record di marcature complessive appartiene invece a Mario Romani, autore di 130 reti, al secondo posto si trova Franco Pezzato con 95 gol. Pezzato è il top scorer spallino nei campionati di Serie B e C, con 35 segnature nel campionato cadetto e 46 reti in terza serie. Per quanto riguarda la Coppa Italia il miglior cannoniere è sempre Pezzato con 14 gol.

### Lista dei capitani
Lista dei capitani della SPAL dal 1950 a oggi:

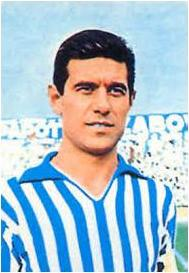
Il centrocampista argentino Oscar Massei, giocatore simbolo della SPAL negli anni 1960.

Giuseppe De Gradi, capitano biancazzurro dal 1983 al 1985.

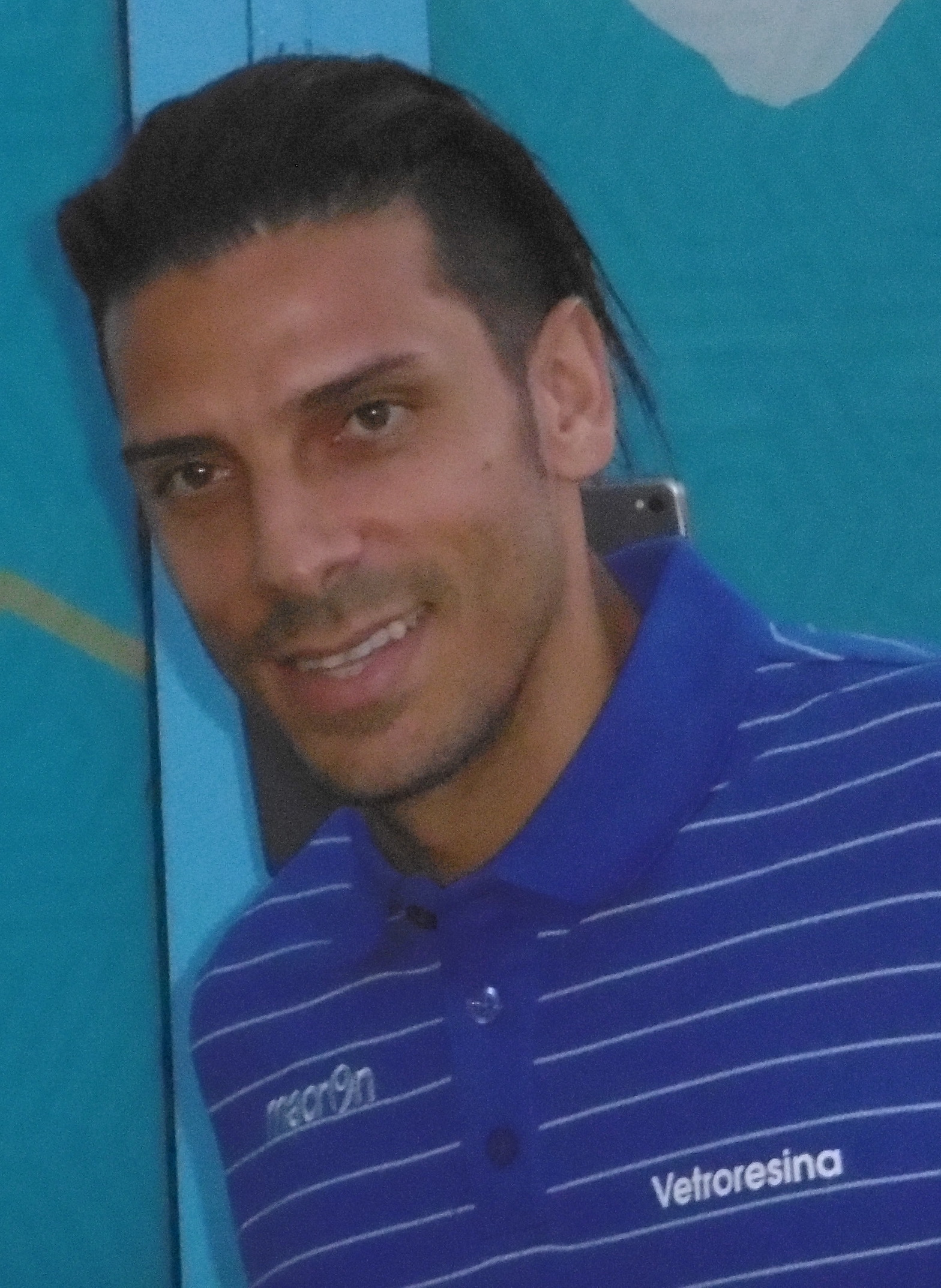
Giunto alla SPAL nel gennaio 2017, Sergio Floccari indossò la fascia da capitano dal 2019 fino al suo ritiro nel 2021.

| Calciatore              | Ruolo | Stagioni al club                            | Stagioni da capitano      | Presenze | Reti |
| ----------------------- | ----- | ------------------------------------------- | ------------------------- | -------- | ---- |
| Giovanni Emiliani       | C     | 1946-1954                                   | 1950-1953 (3)             | 154      | 14   |
| Marcello Castoldi       | C     | 1952-1954                                   | 1953-1954 (1)             | 65       | 3    |
| Edoardo Dal Pos         | C     | 1954-1959                                   | 1954-1959 (5)             | 136      | 2    |
| Oscar Massei            | C     | 1959-1968                                   | 1959-1961 e 1965-1968 (5) | 244      | 52   |
| Sergio Cervato          | D     | 1961-1965                                   | 1961-1965 (5)             | 91       | 7    |
| Carlo Dell'Omodarme     | A     | 1961-1963 e 1966-1969                       | 1968-1969 (1)             | 109      | 11   |
| Enrico Cairoli          | D     | 1969-1974                                   | 1969-1973 (5)             | 112      | 5    |
| Lucio Mongardi          | C     | 1972-1975                                   | 1973-1975 (2)             | 103      | 15   |
| Sergio Reggiani         | C     | 1974-1977                                   | 1975-1976 (1)             | 87       | 1    |
| Ottavio Bianchi         | C     | 1975-1977                                   | 1976-1977 (1)             | 35       | 0    |
| Franco Pezzato          | A     | 1964-1967, 1972-1976, 1977-1979 e 1983-1984 | 1977-1979 (2)             | 241      | 81   |
| Mauro Gibellini         | A     | 1971-1973 e 1975-1981                       | 1979-1981 (2)             | 182      | 49   |
| Rosario Rampanti        | C     | 1979-1982                                   | 1981-1982 (1)             | 90       | 4    |
| Mirco Brilli            | D     | 1979, 1980-1981 e 1982-1983                 | 1982-1983 (1)             | 51       | 0    |
| Giuseppe De Gradi       | C     | 1983-1985                                   | 1983-1985 (2)             | 65       | 13   |
| Elio Gustinetti         | C     | 1982-1986                                   | 1985-1986 (1)             | 94       | 5    |
| Fabio Perinelli         | C     | 1985-1987                                   | 1986-1987 (1)             | 60       | 10   |
| Arturo Vianello         | D     | 1986-1988                                   | 1987-1988 (1)             | 49       | 0    |
| Massimo Pellegrini      | C     | 1987-1989                                   | 1988-1989 (1)             | 58       | 10   |
| Francesco Cini          | C     | 1987-1990                                   | 1989-1990 (1)             | ?        | ?    |
| Franco Fabbri           | D     | 1975-1976, 1979-1980 e 1989-1991            | 1990-1991 (1)             | 87       | 7    |
| Giuseppe Brescia        | C     | 1988-1993 e 1994-1996                       | 1991-1993 e 1994-1996 (4) | 228      | 21   |
| Andrea Mangoni          | D     | 1991-1994                                   | 1993-1994 (1)             | 61       | 1    |
| Eugenio Sgarbossa       | C     | 1996-1997                                   | 1996-1997 (1)             | 27       | 0    |
| Fausto Pari             | C     | 1997-1998                                   | 1997-1998 (1)             | 33       | 1    |
| Alfonso Greco           | C     | 1995-1999                                   | 1998-1999 (1)             | 106      | 2    |
| Massimo Gadda           | C     | 1999-2000                                   | 1999-2000 (1)             | 42       | 0    |
| Emanuele Cancellato     | A     | 1997-2002                                   | 2000-2002 (2)             | 122      | 59   |
| Cristian Servidei       | D     | 1989-1993, 2001-2002 e 2006-2009            | 2002 (1)                  | 132      | 1    |
| Francesco Zanoncelli    | D     | 2002-2003                                   | 2002-2003 (1)             | 23       | 0    |
| Manuel Milana           | D/C   | 2003-2006                                   | 2003-2006 (3)             | 85       | 5    |
| David Sesa              | A     | 2006-2008                                   | 2006-2008 (2)             | 76       | 20   |
| Luis Fernando Centi     | C     | 2008-2010                                   | 2008-2009 (1)             | 39       | 1    |
| Marco Zamboni           | D     | 2008-2012                                   | 2009-2012 (4)             | 127      | 2    |
| Davide Marchini         | C     | 1998-1999 e 2012-2013                       | 2012-2013 (1)             | 26       | 7    |
| Massimiliano Varricchio | A     | 2013-2014                                   | 2013-2014 (1)             | 27       | 20   |
| Nicolas Giani           | D     | 2014-2017                                   | 2014-2017 (3)             | 101      | 8    |
| Luca Mora               | C     | 2015-2018 e 2021-2022                       | 2017-2018 (1)             | 135      | 14   |
| Mirco Antenucci         | A     | 2016-2019 e 2023-2025                       | 2018-2019 e 2023-2025 (3) | 184      | 52   |
| Sergio Floccari         | A     | 2017-2021                                   | 2019-2021 (2)             | 110      | 17   |
| Francesco Vicari        | D     | 2016-2022                                   | 2021-2022 (1)             | 191      | 4    |
| Salvatore Esposito      | C     | 2020-2023                                   | 2022-2023 (1)             | 88       | 10   |
| Lorenzo Dickmann        | D     | 2018-2019 e 2020-2023                       | 2022-2023 (1)             | 115      | 8    |

### Migliori marcatori in campionato
| Stagione  | Giocatore                        | Reti | Campionato   |
| 1919-1920 | Vassarotti                       | 3    | Promozione   |
| 1920-1921 | Mongini                          | 3    | Prima Cat.   |
| 1921-1922 | Ilario Preti                     | 8    | Prima Cat.   |
| 1922-1923 | Carlo Bay                        | 13   | Prima Div.   |
| 1923-1924 | Ilario Preti                     | 7    | Prima Div.   |
| 1924-1925 | Ilario Preti Elvio Banchero      | 5    | Prima Div.   |
| 1925-1926 | Vassarotti                       | 12   | Seconda Div. |
| 1926-1927 | Mrkwiska                         | 13   | Prima Div.   |
| 1927-1928 | Aldo Barbieri                    | 10   | Prima Div.   |
| 1928-1929 | Alfredo Marchionneschi           | 30   | Prima Div.   |
| 1929-1930 | Mario Romani                     | 29   | Prima Div.   |
| 1930-1931 | Mario Romani                     | 32   | Prima Div.   |
| 1931-1932 | Mario Romani                     | 23   | Prima Div.   |
| 1932-1933 | Aldo Barbieri                    | 27   | Prima Div.   |
| 1933-1934 | Willy Nardi                      | 6    | Serie B      |
| 1934-1935 | Savino Bellini Giordano Varoli   | 11   | Serie B      |
| 1935-1936 | Savino Bellini                   | 16   | Serie B      |
| 1936-1937 | Arrigo Fibbi                     | 13   | Serie C      |
| 1937-1938 | Ermanno Poggipollini             | 14   | Serie C      |
| 1938-1939 | Giovanni Villotti                | 10   | Serie B      |
| 1939-1940 | Luigi Del Grosso                 | 22   | Serie C      |
| 1940-1941 | Aurelio Zennaro                  | 9    | Serie C      |
| 1941-1942 | Guerrino Calderoni               | 12   | Serie C      |
| 1942-1943 | Mario Astorri                    | 20   | Serie C      |
| 1943-1945 | Tornei sospesi                   | -    | -            |
| 1945-1946 | Mario Astorri                    | 11   | Serie B-C    |
| 1946-1947 | Domenico Cremonesi               | 9    | Serie B      |
| 1947-1948 | Egisto Pandolfini                | 20   | Serie B      |
| 1948-1949 | Attilio Frizzi                   | 25   | Serie B      |
| 1949-1950 | Domenico De Vito                 | 22   | Serie B      |
| 1950-1951 | Alberto Fontanesi                | 16   | Serie B      |
| 1951-1952 | Aziz Esel Bülent                 | 13   | Serie A      |
| 1952-1953 | Sergio Sega                      | 10   | Serie A      |
| 1953-1954 | Aziz Esel Bülent                 | 9    | Serie A      |
| 1954-1955 | Rinaldo Olivieri                 | 7    | Serie A      |
| 1955-1956 | Guido Macor                      | 9    | Serie A      |
| 1956-1957 | Beniamino Di Giacomo             | 10   | Serie A      |
| 1957-1958 | Pietro Broccini Giancarlo Vitali | 6    | Serie A      |
| 1958-1959 | Egidio Morbello                  | 9    | Serie A      |
| 1959-1960 | Egidio Morbello                  | 12   | Serie A      |
| 1960-1961 | Oscar Massei                     | 13   | Serie A      |
| 1961-1962 | Silvano Mencacci                 | 10   | Serie A      |
| 1962-1963 | Gianni Bui                       | 8    | Serie A      |
| 1963-1964 | Gianni Bui Oscar Massei          | 5    | Serie A      |
| 1964-1965 | Enrico Muzzio                    | 13   | Serie B      |
| 1965-1966 | Enrico Muzzio                    | 11   | Serie A      |
| 1966-1967 | Ivano Bosdaves                   | 5    | Serie A      |
| 1967-1968 | Giovanni Brenna                  | 7    | Serie A      |
| 1968-1969 | Alberto Bigon                    | 9    | Serie B      |
| 1969-1970 | Enzo Mantovani                   | 7    | Serie C      |
| 1970-1971 | Enrico Cairoli                   | 5    | Serie C      |
| 1971-1972 | Bruno Zanolla                    | 19   | Serie C      |
| 1972-1973 | Franco Pezzato                   | 21   | Serie C      |

| Stagione  | Giocatore                                         | Reti | Campionato |
| 1973-1974 | Franco Pezzato                                    | 9    | Serie B    |
| 1974-1975 | Franco Pezzato                                    | 9    | Serie B    |
| 1975-1976 | Franco Pezzato                                    | 11   | Serie B    |
| 1976-1977 | Angelo Paina                                      | 9    | Serie B    |
| 1977-1978 | Franco Pezzato                                    | 17   | Serie C    |
| 1978-1979 | Mauro Gibellini                                   | 11   | Serie B    |
| 1979-1980 | Mauro Gibellini                                   | 12   | Serie B    |
| 1980-1981 | Oriano Grop                                       | 9    | Serie B    |
| 1981-1982 | Costante Tivelli                                  | 9    | Serie B    |
| 1982-1983 | Giuseppe Galluzzo                                 | 10   | Serie C1   |
| 1983-1984 | Carlo Bresciani                                   | 11   | Serie C1   |
| 1984-1985 | Giuseppe De Gradi                                 | 10   | Serie C1   |
| 1985-1986 | Amerigo Paradiso                                  | 10   | Serie C1   |
| 1986-1987 | Claudio Fermanelli                                | 13   | Serie C1   |
| 1987-1988 | Amerigo Paradiso                                  | 10   | Serie C1   |
| 1988-1989 | Giuseppe Brescia Sauro Fattori Massimo Pellegrini | 4    | Serie C1   |
| 1989-1990 | Adriano Mosele Francesco Libro                    | 11   | Serie C2   |
| 1990-1991 | Roberto Labardi                                   | 10   | Serie C2   |
| 1991-1992 | Giorgio Zamuner                                   | 10   | Serie C1   |
| 1992-1993 | Marco Nappi                                       | 10   | Serie B    |
| 1993-1994 | Girolamo Bizzarri                                 | 22   | Serie C1   |
| 1994-1995 | Girolamo Bizzarri                                 | 21   | Serie C1   |
| 1995-1996 | Roberto Colacone                                  | 11   | Serie C1   |
| 1996-1997 | Roberto Putelli                                   | 16   | Serie C1   |
| 1997-1998 | Emanuele Cancellato                               | 19   | Serie C2   |
| 1998-1999 | Emanuele Cancellato Ciro Ginestra                 | 10   | Serie C1   |
| 1999-2000 | Emanuele Cancellato                               | 17   | Serie C1   |
| 2000-2001 | Emanuele Cancellato                               | 13   | Serie C1   |
| 2001-2002 | Sergio Pellissier                                 | 13   | Serie C1   |
| 2002-2003 | Fabio Artico                                      | 9    | Serie C1   |
| 2003-2004 | Andy Selva                                        | 13   | Serie C1   |
| 2004-2005 | Andy Selva                                        | 9    | Serie C1   |
| 2005-2006 | Diego Albano                                      | 10   | Serie C2   |
| 2006-2007 | Nicola Bisso                                      | 11   | Serie C2   |
| 2007-2008 | Nicola Bisso                                      | 12   | Serie C2   |
| 2008-2009 | Rachid Arma                                       | 14   | Lega Pro 1 |
| 2009-2010 | Giacomo Cipriani                                  | 9    | Lega Pro 1 |
| 2010-2011 | Giacomo Cipriani                                  | 13   | Lega Pro 1 |
| 2011-2012 | Rachid Arma                                       | 18   | Lega Pro 1 |
| 2012-2013 | Alessandro Marongiu                               | 11   | Serie D    |
| 2013-2014 | Massimiliano Varricchio                           | 20   | Lega Pro 2 |
| 2014-2015 | Gianmarco Zigoni                                  | 11   | Lega Pro   |
| 2015-2016 | Marco Cellini                                     | 17   | Lega Pro   |
| 2016-2017 | Mirco Antenucci                                   | 18   | Serie B    |
| 2017-2018 | Mirco Antenucci                                   | 11   | Serie A    |
| 2018-2019 | Andrea Petagna                                    | 16   | Serie A    |
| 2019-2020 | Andrea Petagna                                    | 12   | Serie A    |
| 2020-2021 | Mattia Valoti                                     | 11   | Serie B    |
| 2021-2022 | Lorenzo Colombo Marco Mancosu                     | 6    | Serie B    |
| 2022-2023 | Gabriele Moncini                                  | 9    | Serie B    |
| 2023-2024 | Mirco Antenucci Nicola Dalmonte                   | 5    | Serie C    |
| 2024-2025 | Mirco Antenucci                                   | 11   | Serie C    |

### Capocannonieri
| Campionato Capocannoniere della Serie B - Egisto Pandolfini: 1947-1948, 20 reti (girone B) - Attilio Frizzi: 1948-1949, 25 reti (girone unico) Capocannoniere della Prima Divisione - Alfredo Marchionneschi: 1928-1929, 30 reti (girone C) - Mario Romani: 1929-1930, 29 reti (girone C) - Mario Romani: 1930-1931, 32 reti (girone A) - Aldo Barbieri: 1932-1933, 27 reti (girone E) Capocannoniere della Serie C / Serie C1 - Luigi Del Grosso: 1939-1940, 22 reti (girone E) - Mario Astorri: 1942-1943, 20 reti (girone B) - Franco Pezzato: 1972-1973, 22 reti (girone B) - Franco Pezzato: 1977-1978, 18 reti (girone B) - Claudio Fermanelli: 1986-1987, 13 reti (girone A) - Girolamo Bizzarri: 1993-1994, 22 reti (girone A) - Roberto Putelli: 1996-1997, 16 reti (girone A) - Emanuele Cancellato: 1999-2000, 17 reti (girone B) Capocannoniere della Serie C2 / Lega Pro Seconda Divisione - Emanuele Cancellato: 1997-1998, 19 reti (girone A) - Massimiliano Varricchio: 2013-2014, 20 reti (girone A) | Coppa Capocannoniere della Coppa Italia - Dante Micheli: 1961-1962, 3 reti - Rachid Arma: 2009-2010, 4 reti Capocannoniere della Supercoppa di Lega Pro - Mattia Finotto: 2016, 2 reti |

### Record di reti in partite ufficiali
| Campionato - 129 Mario Romani (1924-1932, 1937-1938) - 92 Aldo Barbieri (1925-1933, 1935-1936) - 81 Franco Pezzato (1964-67, 1972-76, 1977-79, 1983-84) - 59 Emanuele Cancellato (1997-2002) - 52 Oscar Massei (1959-1968) - 50 Mirco Antenucci (2016-2019, 2023-2025) - 49 Mauro Gibellini (1971-1973, 1975-1981) - 46 Bruno Braga (1929-1935) - 43 Girolamo Bizzarri (1993-1995) - 38 Goffredo Colombi (1949-1953) - 36 Carlo Novelli (1955-1957, 1959-1965) - 34 Rachid Arma (2008-2009, 2011-2012) - 33 Tiziano Manfrin (1974-1979) 33 Gianmarco Zigoni (2015-2017) - 32 Alberto Fontanesi (1950-1953) - 31 Savino Bellini (1934-1936, 1946-1948) 31 Mario Astorri (1942-1943, 1945-1946) | Coppa Italia - 14 Franco Pezzato (1964-1967, 1973-1976, 1978-1979) - 7 Wilson Sorio (1958-1959) 7 Oscar Massei (1959-1968) - 5 Pier Luigi Giani (1979-1982) - 4 Guido Macor (1958) 4 Rachid Arma (2009) - 3 Vinicio Tumiati (1936-1937, 1939-1940) 3 Ermanno Poggipollini (1936-1940) 3 Pietro Broccini (1958-1959) 3 Roberto Oltramari (1958-1959, 1960-1961) 3 Dante Micheli (1959-1960, 1961-1964) 3 Carlo Novelli (1959-1965) 3 Sergio Cervato (1961-1965) 3 Mauro Gibellini (1975-1977, 1978-1981) |
| Serie A - 47 Oscar Massei (1959-1964, 1965-1968) - 33 Carlo Novelli (1955-1957, 1959-1964) - 28 Andrea Petagna (2018-2020) - 27 Aziz Esel Bülent (1951-1954) - 22 Egidio Morbello (1958-1960) - 19 Orlando Rozzoni (1958-1959, 1966-1968) - 18 Pietro Broccini (1954-1959) - 17 Alberto Fontanesi (1950-1953) 17 Beniamino Di Giacomo (1955-1957) - 16 Mirco Antenucci (2017-2019) - 14 Silvano Mencacci (1958-1959, 1961-1962, 1963-1964) 14 Enrico Muzzio (1965-1967) | Serie B - 35 Franco Pezzato (1964-1965, 1973-1976, 1978-1979) - 34 Mauro Gibellini (1975-1977, 1978-1981) - 30 Savino Bellini (1934-1936, 1946-1948) - 29 Goffredo Colombi (1949-1951) - 28 Attilio Frizzi (1947-1949) - 27 Silvano Trevisani (1949-1951) - 26 Angelo Paina (1974-1977) - 25 Domenico Cremonesi (1946-1949) - 22 Aldo Biagiotti (1946-1951) 22 Domenico De Vito (1949-1950) |
| Serie C / Serie C1 / Lega Pro 1 - 46 Franco Pezzato (1972-1973, 1977-1978, 1983-1984) - 43 Girolamo Bizzarri (1993-1995) - 40 Emanuele Cancellato (1998-2002) - 34 Rachid Arma (2008-2009, 2011-2012) - 26 Amerigo Paradiso (1985-1988) - 25 Carlo Bresciani (1983-1986) - 24 Bruno Zanolla (1969-1970, 1971-1972, 1982) 24 Giorgio Zamuner (1991-1992, 1993-1995) - 23 Stefano Ferretti (1982-1986) - 22 Andy Selva (2003-2005) 22 Giacomo Cipriani (2009-2011) 22 Gianmarco Zigoni (2015-2016) | Serie C2 / Lega Pro 2 - 22 Nicola Bisso (2006-2008) - 20 David Sesa (2006-2008) 20 Massimiliano Varricchio (2013-2014) - 19 Emanuele Cancellato (1997-1998) - 12 Marco Agostinelli (2006-2008) - 11 Francesco Libro (1989-1990) 11 Adriano Mosele (1989-1990) 11 Roberto Labardi (1989-1991) - 10 Diego Albano (2005-2006) - 9 Massimo Mezzini (1990-1991) 9 Cristian La Grottería (2007-2009) |

### Record di presenze in partite ufficiali
| Campionato - 287 Giulio Boldrini (1967-1977) - 263 Andrea Pierobon (1997-2005) - 244 Oscar Massei (1959-1968) - 241 Franco Pezzato (1964-67, 1972-76, 1977-79, 1983-84) - 228 Gianfranco Bozzao (1958-1961, 1962-1968) 228 Giuseppe Brescia (1988-1993, 1994-1996) - 210 Aulo Gelio Lucchi (1951-1959) - 198 Manuel Lazzari (2013-2019) - 195 Ermelindo D'Agostini (1934-1943) - 189 Mario Romani (1924-1932, 1937-1938) - 186 Aldo Barbieri (1925-1933, 1935-1936) - 183 Francesco Vicari (2016-2022) - 182 Luigi Olasi (1930-1937) 182 Mauro Gibellini (1971-1973, 1975-1981) - 181 Ferdinando Donati (1970-1971, 1972-1974, 1976-1979) - 177 Mirco Antenucci (2016-2019, 2023-2025) - 174 Carlo Novelli (1955-1957, 1959-1965) | |
| Serie A - 210 Aulo Gelio Lucchi (1951-1959) 210 Oscar Massei (1959-1964, 1965-1968) - 204 Gianfranco Bozzao (1958-1961, 1962-1964, 1965-1968) - 163 Carlo Novelli (1955-1957, 1959-1964) - 136 Edoardo Dal Pos (1954-1959) - 129 Pietro Broccini (1954-1959) - 116 Dante Micheli (1959-1960, 1961-1964) - 115 Osvaldo Riva (1960-1964) - 96 Francesco Vicari (2017-2020) - 93 Renato Bertocchi (1953-1958) | Serie B - 167 Giulio Boldrini (1968-1969, 1973-1977) - 142 Franco Pezzato (1964-1965, 1973-1976) - 133 Lucio Fasolato (1974-1977, 1978-1979) - 130 Giovanni Emiliani (1946-1951) - 127 Mauro Gibellini (1975-1977, 1978-1981) - 122 Tiziano Manfrin (1974-1977, 1978-1979) - 112 Aldo Biagiotti (1946-1951) 112 Franco Lievore (1973-1977, 1978-1980) - 104 Pier Luigi Giani (1979-1982) - 103 Danilo Ferrari (1978-1981) |
| Serie C / Serie C1 / Lega Pro 1 - 229 Andrea Pierobon (1998-2005) - 132 Ermelindo D'Agostini (1936-1938, 1939-1943) - 127 Marco Zamboni (2008-2012) - 126 Giuseppe Brescia (1988-1989, 1991-1992, 1994-1996) - 122 Stefano Vecchi (1999-2003) - 121 Stefano Ferretti (1982-1986) - 114 Simone Airoldi (1998-2002) - 112 Riccardo Cervellati (1983-1988, 1998-1999) - 111 Enrico Cairoli (1969-1973) - 107 Roberto Marconcini (1970-1973) | Serie C2 / Lega Pro 2 - 76 David Sesa (2005-2008) - 65 Giuseppe Brescia (1989-1991) - 62 Stefano Primizio (1989-1991) - 61 Guido Ghetti (2006-2008) - 59 Nicola Bisso (2006-2008) - 58 Eros Schiavon (2006-2008) - 55 Salvatore Profumo (1989-1991) - 50 Roberto Labardi (1989-1991) 50 Emanuele Nordi (2005-2007) - 48 Michele Paramatti (1989-1991)                                                                     |

### Contributo alle nazionali
Diversi giocatori lanciati dalla SPAL hanno avuto la possibilità di far parte della Nazionale maggiore italiana; in ordine cronologico Abdon Sgarbi, Egisto Pandolfini, Fulvio Nesti, Franco Zaglio, Beniamino Di Giacomo, Armando Picchi, Saul Malatrasi, Adolfo Gori, Fabio Capello, Ruben Buriani, Manuel Lazzari e Salvatore Esposito. Il primo atleta convocato in azzurro durante la propria militanza nella squadra ferrarese fu il portiere Ottavio Bugatti, il quale partecipò alle Olimpiadi di Helsinki 1952 giocando entrambe le gare: la prima contro gli Stati Uniti (vinta 8 a 0) e l'ottavo di finale dove gli azzurri persero 3 a 0 contro i futuri campioni olimpici dell'Ungheria; alla stessa manifestazione partecipò anche l'attaccante biancazzurro Alberto Fontanesi, autore di una rete nella partita contro gli Stati Uniti. Per quanto riguarda le nazionali giovanili, gli atleti spallini che hanno disputato più partite nella Nazionale Under-21 italiana nell'ambito della loro militanza nel club estense sono Lorenzo Colombo (autore di 9 presenze), Salvatore Esposito (8), Massimo Albiero e Marco Sala (6), Luigi Pasetti e Kevin Bonifazi (5).

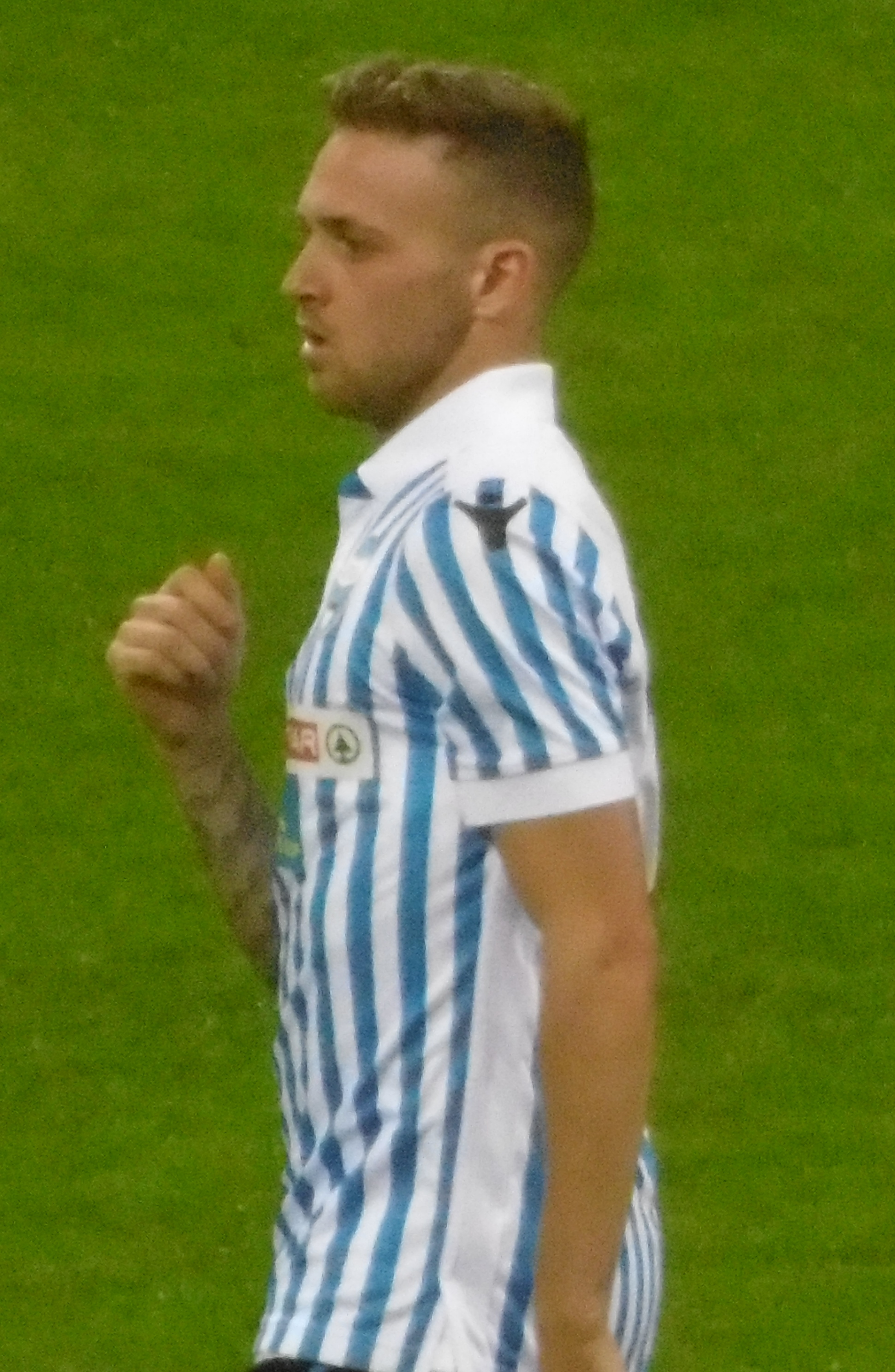
Manuel Lazzari

Ottavio Bugatti

Luigi Pasetti

Di seguito i giocatori della SPAL che hanno giocato con la Nazionale maggiore italiana durante la loro esperienza in maglia biancazzurra.
| Giocatore          | Data              | Competizione        | Partita debutto      | Risultato | Presenze | Gol |
| ------------------ | ----------------- | ------------------- | -------------------- | --------- | -------- | --- |
| Alberto Fontanesi  | 26 ottobre 1952   | Amichevole          | Svezia – Italia      | 1 – 1     | 1        | 0   |
| Manuel Lazzari     | 10 settembre 2018 | UEFA Nations League | Portogallo – Italia  | 1 – 0     | 1        | 0   |
| Salvatore Esposito | 11 giugno 2022    | UEFA Nations League | Inghilterra – Italia | 0 – 0     | 1        | 0   |

Di seguito i giocatori della SPAL che hanno giocato con la Nazionale olimpica italiana durante la loro esperienza in maglia biancazzurra.
| Giocatore         | Data           | Olimpiade     | Partita debutto      | Risultato | Presenze | Gol |
| ----------------- | -------------- | ------------- | -------------------- | --------- | -------- | --- |
| Ottavio Bugatti   | 16 luglio 1952 | Helsinki 1952 | Italia – Stati Uniti | 8 – 0     | 2        | 0   |
| Alberto Fontanesi | 16 luglio 1952 | Helsinki 1952 | Italia – Stati Uniti | 8 – 0     | 2        | 1   |

Di seguito i giocatori della SPAL che hanno giocato con la nazionale Under-21 italiana durante la loro esperienza in maglia biancazzurra.
| Giocatore          | Data             | Partita debutto                        | Risultato | Presenze | Gol |
| ------------------ | ---------------- | -------------------------------------- | --------- | -------- | --- |
| Rinaldo Olivieri   | 19 gennaio 1955  | Inghilterra under 21 – Italia under 21 | 5 – 1     | 1        | 0   |
| Adriano Zanier     | 22 marzo 1967    | Italia under 21 – Jugoslavia under 21  | 2 – 1     | 1        | 0   |
| Giuseppe Palazzese | 22 marzo 1967    | Italia under 21 – Jugoslavia under 21  | 2 – 1     | 1        | 0   |
| Luigi Pasetti      | 22 marzo 1967    | Italia under 21 – Jugoslavia under 21  | 2 – 1     | 5        | 0   |
| Massimo Albiero    | 10 ottobre 1980  | Lussemburgo under 21 – Italia under 21 | 1 – 3     | 6        | 0   |
| Alberto Cerri      | 10 agosto 2016   | Italia under 21 – Albania under 21     | 0 – 0     | 4        | 1   |
| Federico Bonazzoli | 10 ottobre 2017  | Italia under 21 – Marocco Under-21     | 4 – 0     | 4        | 2   |
| Alex Meret         | 22 marzo 2018    | Italia under 21 – Norvegia under 21    | 1 – 1     | 1        | 0   |
| Kevin Bonifazi     | 15 novembre 2018 | Italia under 21 – Inghilterra under 21 | 1 – 2     | 5        | 0   |
| Alessandro Murgia  | 21 marzo 2019    | Italia under 21 – Austria under 21     | 0 – 0     | 1        | 0   |
| Salvatore Esposito | 3 settembre 2020 | Italia under 21 – Slovenia under 21    | 2 - 1     | 9        | 0   |
| Marco Sala         | 12 novembre 2020 | Islanda under 21 – Italia under 21     | 1 – 2     | 6        | 0   |
| Luca Ranieri       | 27 marzo 2021    | Spagna under 21 – Italia under 21      | 0 – 0     | 3        | 0   |
| Lorenzo Colombo    | 3 settembre 2021 | Italia under 21 – Lussemburgo under 21 | 3 – 0     | 9        | 1   |

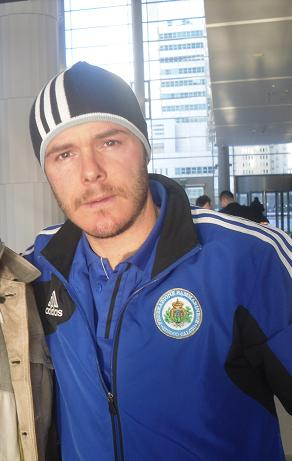
Andy Selva

Di seguito i giocatori non italiani convocati nelle rispettive nazionali maggiori durante la loro militanza nella formazione ferrarese. Tra essi si segnalano il portiere senegalese Alfred Gomis e il difensore polacco Thiago Cionek, che nel 2018 sono divenuti i primi giocatori spallini a disputare il campionato mondiale di calcio: le rispettive squadre si sono inoltre affrontate nella fase a gironi. Lo stesso Gomis ha sfidato il compagno di squadra algerino Mohamed Fares nella finale della Coppa d'Africa 2019.
| Giocatore               | Nazionale        | Periodo   |
| ----------------------- | ---------------- | --------- |
| Andy Selva              | San Marino       | 2003-2005 |
| Djuric Winklaar         | Antille Olandesi | 2004      |
| Marios Oikonomou        | Grecia           | 2017      |
| Sauli Väisänen          | Finlandia        | 2017-2018 |
| Alfred Gomis            | Senegal          | 2017-2019 |
| Johan Djourou           | Svizzera         | 2018      |
| Thiago Cionek           | Polonia          | 2018-2019 |
| Jasmin Kurtić           | Slovenia         | 2018-2019 |
| Mohamed Fares           | Algeria          | 2018-2019 |
| Arkadiusz Reca          | Polonia          | 2019      |
| Marko Janković          | Montenegro       | 2019-2020 |
| Etrit Berisha           | Albania          | 2019-2021 |
| Jaume Cuéllar           | Bolivia          | 2020-2021 |
| Georgi Tunjov           | Estonia          | 2020-2023 |
| Mikael Egill Ellertsson | Islanda          | 2021      |
| Mark Pabai              | Liberia          | 2022      |
| Steven Nador            | Togo             | 2022-2023 |
| Patryk Peda             | Polonia          | 2023-2024 |
| Marcel Büchel           | Liechtenstein    | 2024      |

### Calciatori vincitori di titoli con le Nazionali
Mohamed Fares
- Coppa d'Africa:   Egitto 2019

### Record di panchine degli allenatori
| Campionato - 198 Mario Caciagli (1972-1975, 1977-1980) - 197 Leonardo Semplici (2014-2020) - 188 Antonio Janni (1949-1954) - 144 Francesco Petagna (1964-1969, 1975-1976) - 126 Gian Cesare Discepoli (1991-92, 1992-93, 1993-95, 2003-04) - 111 Paolo Mazza (1936-1937, 1939-1942) - 110 Walter Alt (1924-1927, 1932-1934) - 96 Giovanni Galeone (1983-1986) - 95 Fioravante Baldi (1955-1956, 1958-1960) 95 Serafino Montanari (1959-1960, 1961-1963, 1968-1969) - 94 György Hlavay (1929-1931, 1935-1936) | Totale - 220 Mario Caciagli (1972-1975, 1977-1980) - 219 Leonardo Semplici (2014-2020) - 190 Antonio Janni (1949-1954) - 158 Francesco Petagna (1964-1969, 1975-1976) - 142 Gian Cesare Discepoli (1991-92, 1992-93, 1993-95, 2003-04) - 113 Paolo Mazza (1936-1937, 1939-1942)                                                                                       |
| Serie A - 106 Antonio Janni (1951-1954) - 102 Francesco Petagna (1965-1968) - 99 Leonardo Semplici (2017-2020) - 95 Fioravante Baldi (1955-1956, 1958-1960) - 68 Paolo Tabanelli (1956-1958) 68 Serafino Montanari (1959-1960, 1961-1963) - 37 Luigi Ferrero (1960-1962) - 34 Bruno Biagini (1954-1955) - 28 Giacomo Blason (1963-1964) - 15 Luigi Di Biagio (2019-2020) | Serie B - 129 Mario Caciagli (1973-1975, 1978-1980) - 82 Antonio Janni (1949-1951) - 54 Battista Rota (1980-1982) - 51 Guido Capello (1974-1977) - 46 Francesco Petagna (1964-1965, 1968-1969, 1975-1976) - 42 Bruno Vale (1948-1949) 42 Leonardo Semplici (2016-2017) - 40 Guido Testolina (1946-1947) - 34 György Hlavay (1935-1936) 34 Euro Riparbelli (1938-1939) |
| Serie C / Serie C1 / Lega Pro 1 - 112 Gian Cesare Discepoli (1991-1992, 1993-1995, 2003-2004) - 111 Paolo Mazza (1936-1937, 1939-1942) - 96 Giovanni Galeone (1983-1986) - 76 Cesare Meucci (1970-1972) - 69 Mario Caciagli (1972-1973, 1977-1978) - 56 Leonardo Semplici (2014-2016) - 52 Salvatore Bianchetti (1995-1997) - 47 Aldo Dolcetti (2008-2010) - 45 Mauro Melotti (2000-2002) - 44 Egidio Notaristefano (2009-2011)                                                                              | Serie C2 / Lega Pro 2 - 42 Leonardo Rossi (2006-2007, 2013-2014) - 34 Gianni De Biasi (1997-1998) - 26 Massimo Gadda (2013-2014) - 24 Paolo Beruatto (2005-2006) - 23 Francesco Buglio (2007-2008) - 18 Luciano Magistrelli (1989-1990) 18 Paolo Lombardo (1990-1991) - 16 Nello Santin (1989-1990) 16 Luigi Pasetti (1990-1991) - 10 Walter Nicoletti (2005-2006)    |

### Annotazioni
1. ↑  Fino alla 2ª giornata della stagione 1973-1974.
2. ↑  Fino a gennaio 2002.
3. ↑  Da gennaio 2002.
4. ↑  Fino al febbraio 2009.
5. ↑  Dal febbraio 2009.
6. ↑  Fino a gennaio 2018.
7. ↑  Da gennaio 2018.
8. ↑  Fino a gennaio 2023.
9. ↑  Da gennaio 2023.
10. ↑  A pari merito con Fumagalli, Gilardoni, Mazzero e Recagni.
11. ↑  A pari merito con Adrian Mutu e Alain Pierre Baclet.
12. ↑  A pari merito con Lamin Jallow.
13. ↑  Di cui 48 panchine con Giovan Battista Fabbri in qualità di direttore tecnico, nelle stagioni 1991-1992 e 1992-1993.
14. ↑  Di cui 34 panchine con Giovan Battista Fabbri in qualità di direttore tecnico, nella stagione 1991-1992.
15. ↑  Con Giovan Battista Fabbri in qualità di direttore tecnico.

### Fonti
1. ↑  (EN) Rsssf.com all-time Serie A table, su rsssf.com. URL consultato l'8 agosto 2019. (calcolata assegnando due punti per vittoria, dati aggiornati alla stagione 2018-2019).
2. ↑   Capitani Spallini, su maldispal.it. URL consultato il 7 aprile 2018 (archiviato dall'url originale il 7 aprile 2018).
3. ↑  (EN) Italy - Serie B Top Scorers, su rsssf.com. URL consultato il 16 dicembre 2019. (dati aggiornati alla stagione 2018-2019)
4. ↑  (EN) Italy - Serie C1 Top Scorers, su rsssf.com. URL consultato il 16 dicembre 2019. (dati aggiornati alla stagione 2018-2019)
5. ↑  (EN) Italy - Serie C2 Top Scorers, su rsssf.com. URL consultato il 16 dicembre 2019. (dati aggiornati alla stagione 2018-2019)
6. ↑  (EN) Italy - Coppa Italia Top Scorers, su rsssf.com. URL consultato il 16 dicembre 2019. (dati aggiornati alla stagione 2018-2019)
7. 1 2  Malaguti, Piffanelli, p. 119.
8. ↑  Panini, 2006.
9. ↑   Al Mondiale sarà Cionek contro Gomis: due giocatori biancazzuri convocati ufficialmente, su lospallino.com, 4 giugno 2018. URL consultato l'8 ottobre 2018.
10. ↑   Il polacco Cionek e Gomis del Senegal: «Gioia e onore, andiamo in Russia», su lanuovaferrara.gelocal.it, 7 giugno 2018. URL consultato l'8 ottobre 2018.
11. ↑   Alberto Mauro, Il Senegal supera la Polonia 2-1, su sport.ilmessaggero.it, 19 giugno 2018. URL consultato l'8 ottobre 2018.
12. ↑   Storico confronto tra biancazzurri. Gomis e Fares si sfidano in finale di Coppa d'Africa, su spalferrara.it, 19 luglio 2019. URL consultato il 19 luglio 2019 (archiviato dall'url originale il 19 luglio 2019).